# 十四烷基硫代乙酸
十四烷基硫代乙酸（TTA）是一种合成脂肪酸，可用作营养补充剂。
TTA是过氧化物酶体增殖物激活受体α（PPARα）激动剂，在体外加快线粒体脂肪酸的氧化。根据啮齿类动物实验的报道，TTA也有其他作用，比如减少炎症，以及预防高脂肪饮食引起的肥胖和胰岛素抵抗。
在人体临床研究中，初步研究的观察结果不一致。一项Ⅰ期研究显示血脂或游离脂肪酸没有显着变化，另一项研究则表明TTA可以减轻2型糖尿病患者的血脂异常。